# Doryctes maculipennis
Doryctes maculipennis är en stekelart som beskrevs av Sievert Allen Rohwer 1919. Doryctes maculipennis ingår i släktet Doryctes och familjen bracksteklar. Inga underarter finns listade i Catalogue of Life.